# Agenția Servicii Publice

Logo

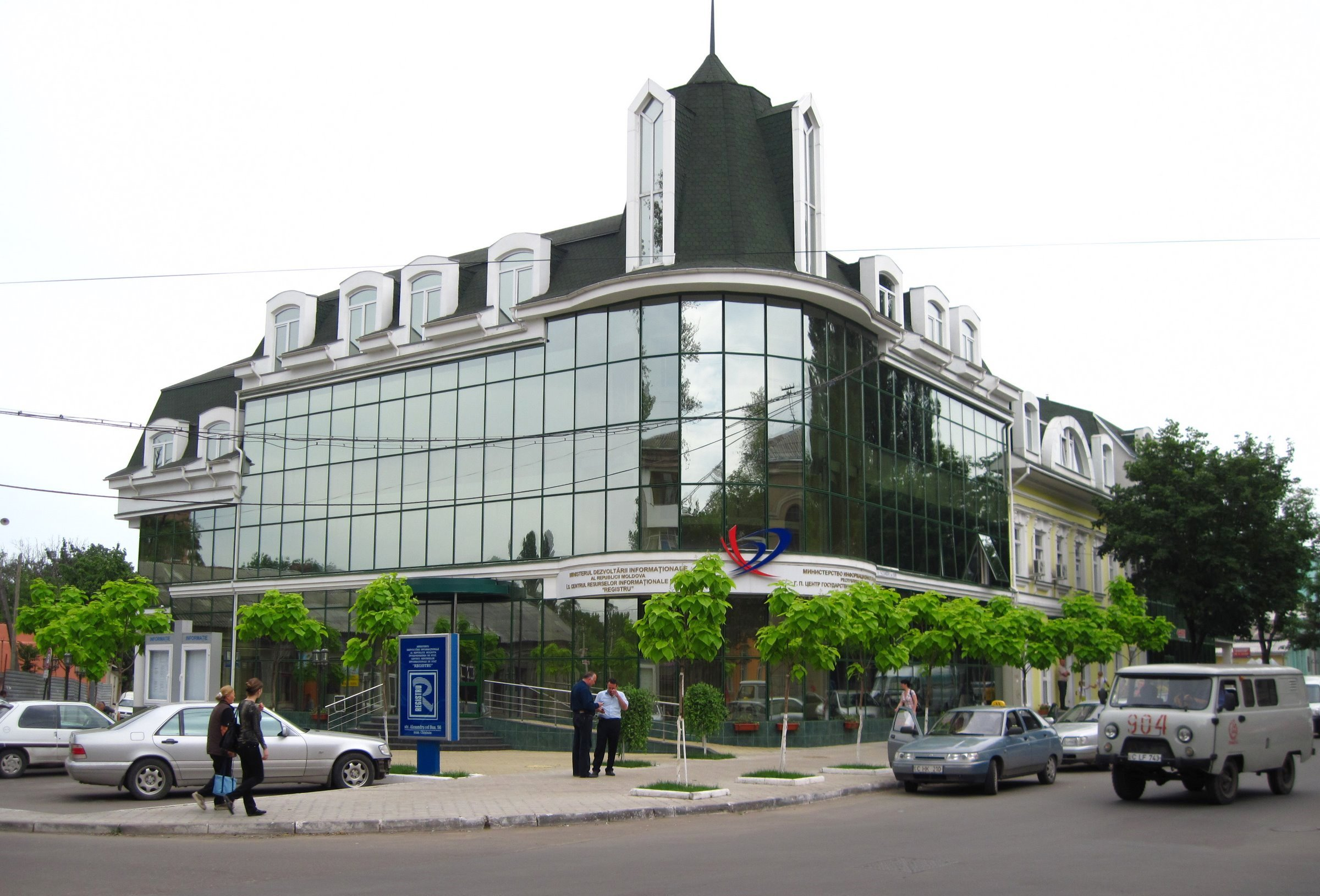
Oficiul unei subdiviziuni teritoriale în Chișinău, 2010

Agenția Servicii Publice (ASP) este o întreprindere subordonată Ministerul Dezvoltării Economice și Digitalizării din Republica Moldova, care realizează proiecte de integrare și formare a resurselor informaționale de stat. Deține drepturi exclusive privind acordarea unor anumite servicii informaționale și elaborarea produselor software (inclusiv de importanță statală).

## Istoric
Certificatul privind înregistrarea Întreprinderii de Stat „Registru” a fost semnat la 19 septembrie 1995. Începând cu acea zi, întreprinderea a început să dezvolte Sistemul Național de Pașapoarte si Registrul de Stat al Populației și a devenit centrul cercetărilor aplicative în vederea edificării societății informaționale. La acel moment, nicio țară membră a CSI nu elaborase un registru de stat al populației.
În același an, ÎS Centrul de evidență și documentare a populației „Registru” a intrat în componența Departamentului de evidență și documentare a populației pe lângă Ministerul Afacerilor Interne. În 2001, ÎS „Registru” a intrat în componența Departamentului Tehnologii Informaționale, pentru ca în 2005 să fie preluată de Ministerul Dezvoltării Informaționale. În mai 2008, „Registru” a obținut statutul de Centru Resurselor Informaționale de Stat (CRIS), pe lângă Ministerul Dezvoltării Informaționale (care în septembrie 2009 este redenumit în Ministerul Tehnologiilor Informaționale și Comunicațiilor). În momentul schimbării statutului, CRIS „Registru” a devenit deținătorul resurselor de stat de bază, al registrului de stat al populației, al registrului de stat unităților de drept și al sistemului național informațional geografic. În plus, obține drept exclusiv de elaborare și perfectare a documentelor de identificare și înregistrare, precum și asupra realizării comenzilor directe privind perfectarea bucletelor și blanchetelor de strictă evidență.
În 2017, „Registru” a fost reorganizat în „Agenția Servicii Publice”, reforma implicând și absorbirea de noua entitate a Întreprinderilor de Stat „Camera Înregistrării de Stat” și „Cadastru”, a Serviciului Stare Civilă și a Camerei de Licențiere.

## Activitate
Activitatea principală a întreprinderii este informatizarea Republicii Moldova și edificarea societății informaționale. Aceasta se realizează prin îndeplinirea Strategiei naționale „Moldova electronică”. ÎS „CRIS „Registru” pledează în calitate de contractor general privind crearea Sistemului informațional național și subsistemelor de bază ale acestuia.
„Registru” participă la promovarea societății informaționale prin dezvoltarea industriei informaționale în Republica Moldova, instruirea funcționarilor publici și a societății în întregime pentru o activitate lipsită de defecte în condițiile societății informaționale, cât și integrarea Republicii Moldova în spațiul informațional european și mondial.
Agenția Servicii Publice deține principalele resurse informaționale de stat, printre care:
- de bază:
  - Registrul de Stat al Populației
  - Registrul de Stat al Unităților de Drept
  - Sistemul Informațional Național Geografic
- departamentale:
  - Registrul de stat al transportului
  - Registrul de stat al conducătorilor auto

Rețeaua de subdiviziuni teritoriale este răspândită în toată țara.
Activitatea întreprinderii este standardizată de trei certificate de conformitate:
- al sistemului de management al calității (SMC), în conformitate cu cerințele standardului internațional ISO 9001:2015
- al sistemului de management al securității informației (SMSI), în conformitate cu cerințele standardului internațional ISO/IEC 27001:2017
- al sistemului de management anti-mită, conform ISO 37001.

Până la reorganizarea din 2017, întreprinderea deținea un muzeu cu materiale și exponate legate de istoria sistemului de pașapoarte în lume și în regiune, cât și de crearea societății informaționale contemporane. Muzeul a fost inaugurat la 26 iulie 2001.

## Conducere
Funcția de director general al întreprinderii o ocupă, din martie 2011, Sergiu Railean, fost director financiar al SA „Tutun-CTC”. Până în 2011, fotoliul directorului era ocupat de Vladimir Molojen, care a demisionat după numeroase acuzări de administrare ineficientă. Consiliul de administrare este completat de prim-vicedirectorul general Pavel Buceațchi (fost ministru al dezvoltării informaționale) și vicedirectorul general Ion Leucă.
În cadrul Agenției activează o organizație sindicală, formată inițial la 16 noiembrie 2011 de un grup de inițiativă din 12 salariați. Două zile mai târziu, sindicatul aderă la Federația Sindicatelor din Comunicații din Republica Moldova. Ca urmare a reorganizării din CRIS „Registru” în Agenția Servicii Publice, la 25 iulie 2017 a fost înregistrată o nouă entitate sindicală.